# Batallol
En náutica, el batallol es el botalón o bauprés que llevan los jabeques y demás embarcaciones pequeñas del Mediterráneo que tienen ganteras (mosquetas), sobre cuyas piezas va apoyado y trincado.
El botalón de foque de los faluchos se llama también batallol.